# Estadi Ramón Sánchez Pizjuán
L'Estadi Ramón Sánchez Pizjuán és un estadi de futbol propietat del Sevilla Fútbol Club. Inaugurat el 7 de setembre de 1958, l'estadi té una capacitat de 45.000 espectadors i unes dimensions de 105x70. El primer partit que s'hi va disputar va ser contra el Real Jaén Club de Fútbol.